# Dungeslæt
Dungeslæt (norwegisch für Haldenhang) ist ein Berghang der Sør Rondane im ostantarktischen Königin-Maud-Land. Er liegt auf der Ostseite der Dungane zwischen der Walnumfjella und der Rogerstoppane.
Wissenschaftler des Norwegischen Polarinstituts benannten ihn 1988 in Anlehnung an die Benennung der Dungane.